# Red Digital Cinema Camera Company
Red Digital Cinema Camera Company is een Amerikaanse producent van digitale cinematografische en fotografische apparatuur.
Het hoofdkantoor van het bedrijf is gevestigd in Irvine (Californië); de studio's in Hollywood. Verder heeft het kantoren in Londen, Shanghai en Singapore, winkels in Hollywood, New York en Miami, en diverse erkende resellers en servicecentra over de hele wereld.

## Geschiedenis
Red Digital Cinema werd in 2005 opgericht door Jim Jannard met de intentie betaalbare 4K bioscoopcamera's te leveren.
In 2006 kondigde Jannard aan dat Red een digitale 4K bioscoopcamera zou gaan bouwen. In 2007 werden de eerste Red One camera's geleverd. In 2009 publiceerde Red de Redcine-X, de R3D software development kit en introduceerde Red het concept van DSMC (Digital Stills and Motion Camera).
In 2010 bood Red aan de originele Mysterium beeldsensoren te upgraden naar de nieuwere MX sensor. Later dat jaar verwierf Red de Ren-Mar Studios in Hollywood. In 2013 begon Red voorbestellingen te nemen voor de Epic Red Dragon. In 2015 kondigde Red een nieuwe camerabehuizing aan genaamd DSMC2.
In 2016 introduceerde Red een nieuwe 8K S35 beeldsensor genaamd Helium, samen met twee nieuwe camera's, de Red Epic-W en de Weapon 8K S35. Guardians of the Galaxy Vol. 2 was de eerste film gefilmd met de Weapon 8K S35.

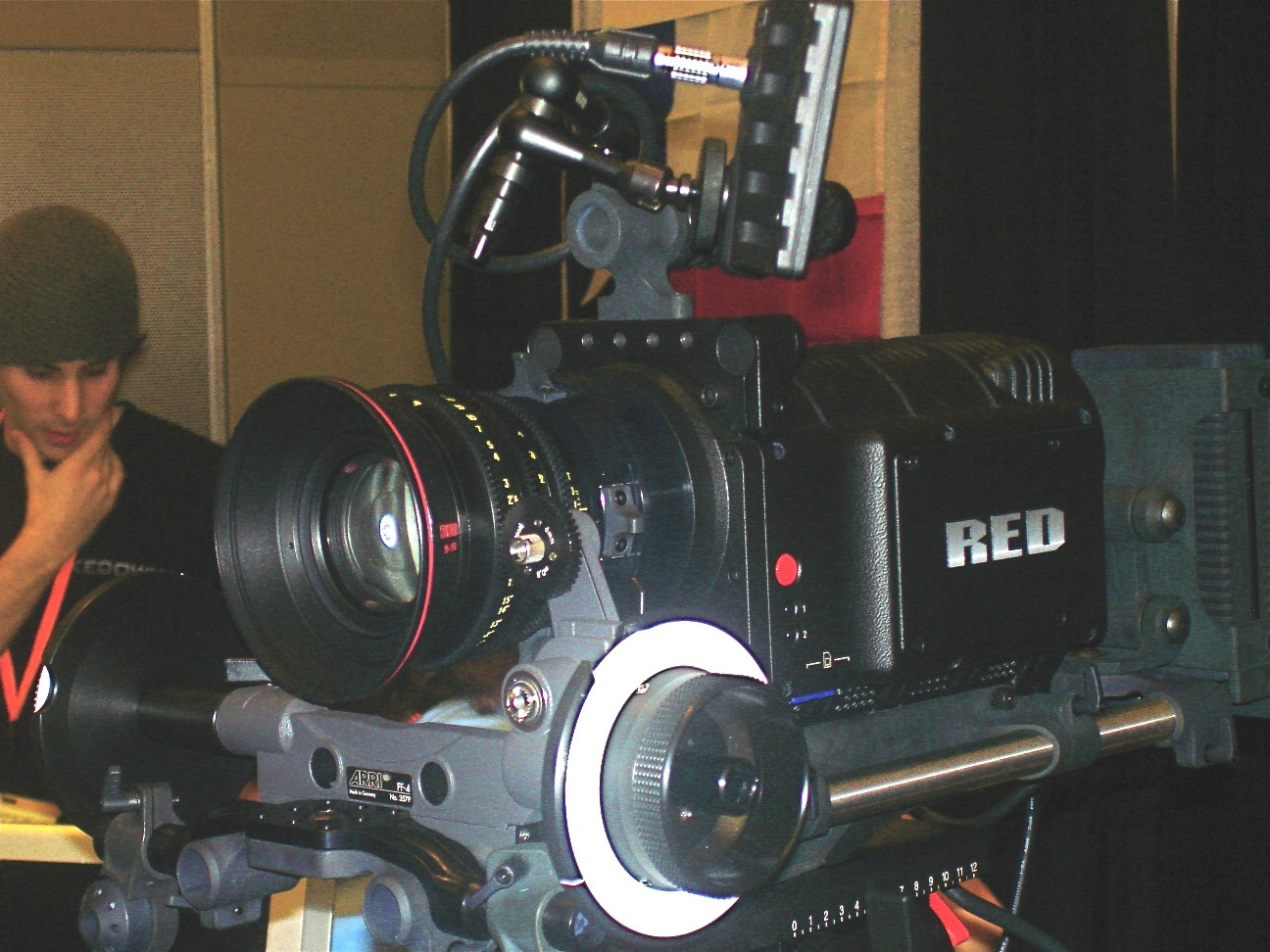
Red Camera

## Camera's

### Red One
De Red One was de eerste digitale videocamera van Red. De camera is in staat om maximaal 120 beelden per seconde op te nemen bij een resolutie van 2K en 30 beelden per seconde bij een resolutie van 4K.

### DSMC-systeem

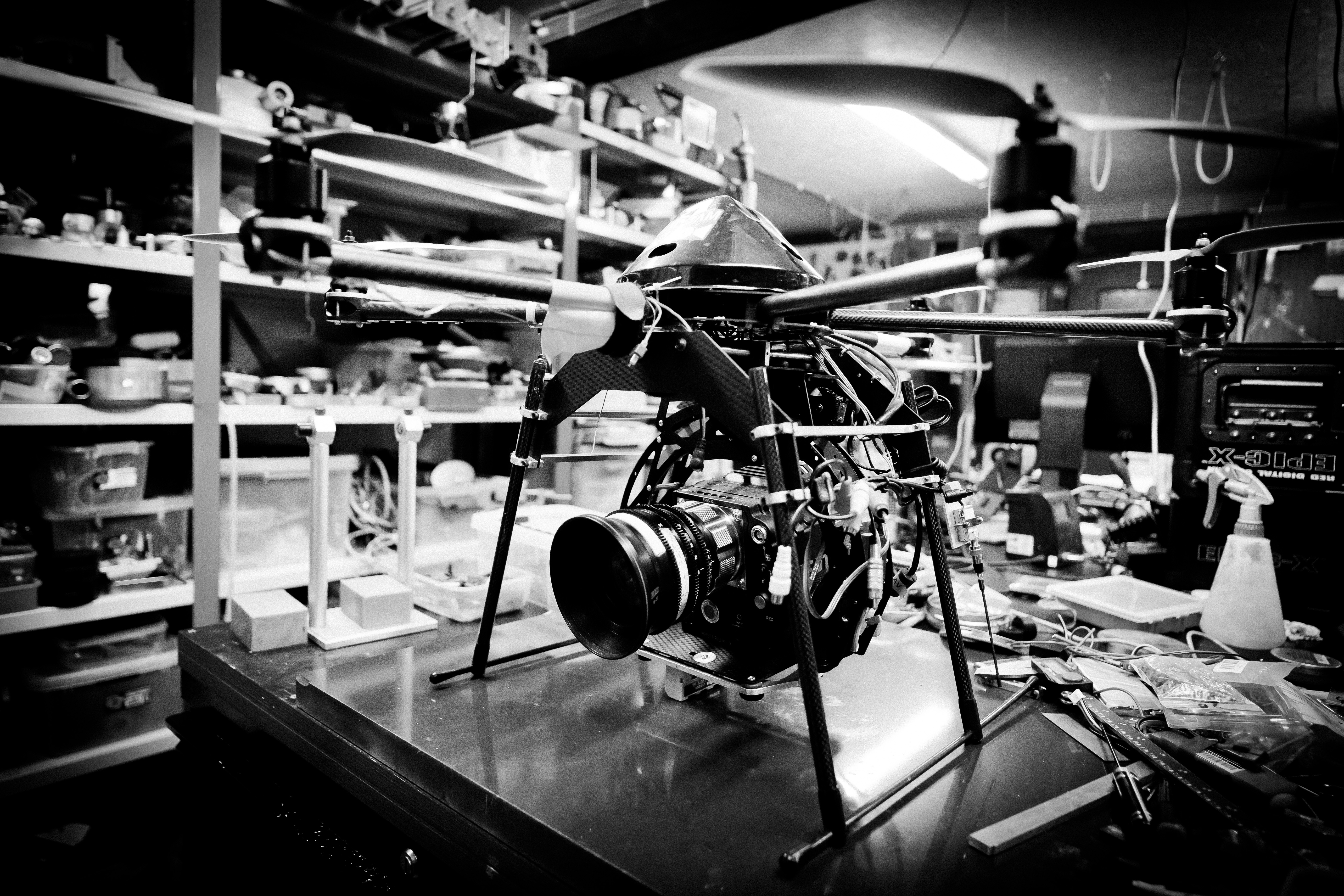
Red EPIC-X

Het DSMC-camerasysteem werd samen met de Epic-X-camera geïntroduceerd. Kort hierna werd een nieuwe lijn camera's genaamd Scarlet geïntroduceerd die lagere specificaties leverde tegen een betaalbare prijs.

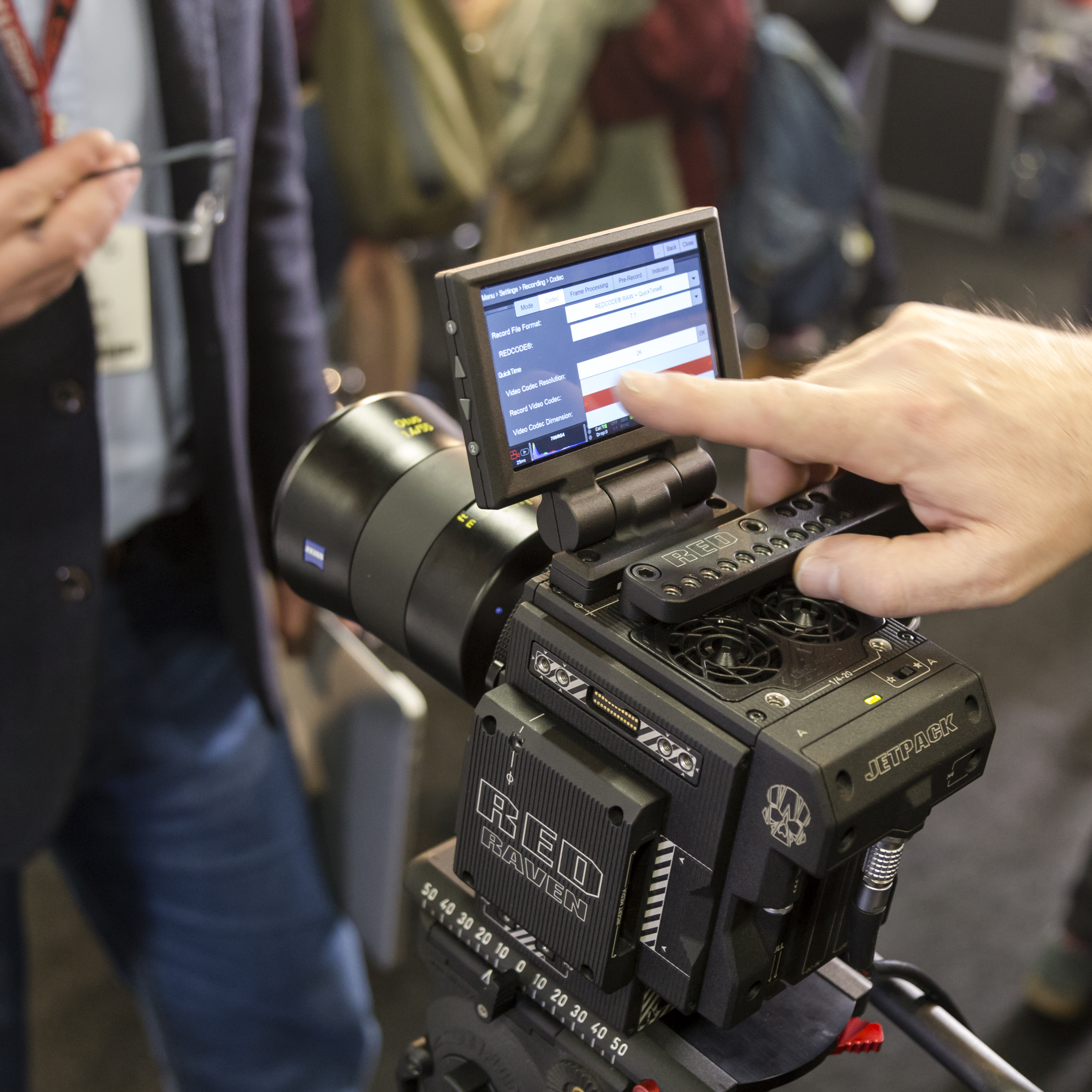